# Xylopia latipetala
Xylopia latipetala Verdc. – gatunek rośliny z rodziny flaszowcowatych (Annonaceae Juss.). Występuje endemicznie w Tanzanii. 

## Morfologia
PokrójZimozielone drzewo lub krzew dorastające do 2–4,5 m wysokości. Młode pędy są owłosione.
LiścieMają kształt od eliptycznego do podłużnie eliptycznego. Mierzą 1,5–7 cm długości oraz 1,5–3 szerokości. Są lekko owłosione. Nasada liścia jest sercowata. Wierzchołek jest ostry. Ogonek liściowy jest owłosiony i dorasta do 2–3 mm długości.
KwiatySą pojedyncze i prawie siedzące. Rozwijają się w kątach pędów. Działki kielicha są owłosione, mają owalny kształt i dorastają do 4–7 mm długości. Płatki są czerwone lub różowe, owłosione. Mają kształt od owalnego do trójkątnego i dorastają do 1–8 cm długości. Słupków jest 12. Mają cylindryczny kształt i mierzą 1–2 mm długości.
OwoceZłożone z 6–9 zielonych i owłosionych rozłupni. Mają elipsoidalny kształt. Osiągają 2–5 cm długości oraz 1–5 cm średnicy.

## Biologia i ekologia
Rośnie w lasach i na dawnych termitierach. Występuje na wysokości około 800 m n.p.m.